# Jorge Marcelo Rodríguez
Jorge Marcelo Rodríguez Núñez (Montevideo, 13 gennaio 1985) è un calciatore uruguaiano, centrocampista dello Sportivo Bella Italia.